# HD 124780
HD 124780，又名CD-32 9982，SAO 205371、HR 5337，是一颗恒星，视星等为6.55，位于銀經322.67，銀緯26.36，其B1900.0坐标为赤經14h 10m 23s，赤緯-32° 26.36′ 34″。